# Les Allobroges
Cet article concerne l'hymne. Pour le peuple gaulois, voir Allobroges. Pour le journal, voir La Voix des Allobroges.
Les Allobroges, appelé aussi parfois le Chant des Allobroges, est l'hymne de la Savoie,. Son titre originel est cependant La Liberté. Le nom fait référence à l'ancien peuple celte des Allobroges, installé sur les terres de Savoie au début du IIIe siècle av. J.-C..

## Histoire
Ce chant prend pour thème la « liberté » dont les paroles sont de l’auteur savoyard Joseph Dessaix, qui a intitulé sa cantate  La Liberté,.

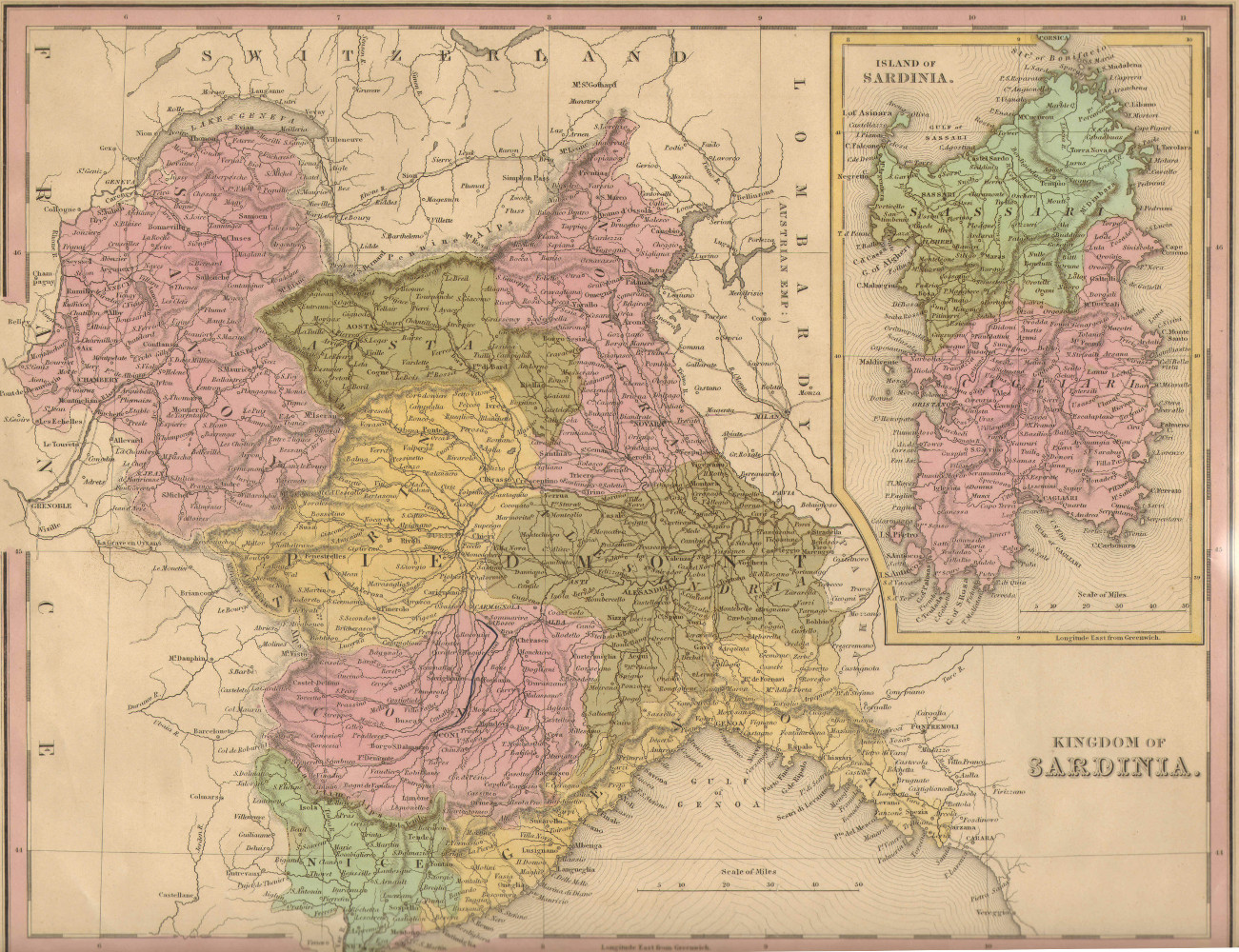
Les dix provinces, dont la Savoie, du royaume de Sardaigne (1839).

Il est donné pour la première fois sous ce nom de La Liberté au théâtre de Chambéry (royaume de Sardaigne), par Clarisse Midroy le 11 mai 1856, lors de la fête du Statut donnée en l’honneur du statut constitutionnel de 1848. La musique serait d’un certain Conterno (ou Consterno), chef de musique d'un contingent militaire sarde de retour de Crimée et séjournant à Chambéry.
Ce chant La Liberté évoque la liberté en tant qu’allégorie vivante, chassée de France, se réfugiant dans les montagnes de Savoie où elle trouve le soutien du peuple des Allobroges qui va aider moralement tous les peuples du monde aspirant à la liberté. Cet hymne évoque le refuge dans le duché de Savoie des proscrits par le coup d’État du 2 décembre 1851 de Louis-Napoléon Bonaparte. On compte ainsi Eugène Sue, Alexandre Dumas ou encore Victor Schœlcher.
Très vite ce chant va connaître un très grand succès à travers tout le duché de Savoie et même à Genève et à Lausanne, et va être plus connu sous le nom de Chant des Allobroges, devenu l’hymne des Savoyards.
Ce chant est également l'hymne que l'on pouvait entendre au début de chaque match à domicile de l'équipe de football professionnel de l'Évian Thonon Gaillard FC, disparue en 2016[réf. nécessaire]. Le chant retentit désormais lors des matchs à domicile du Football Club d'Annecy, à la 74e minute jusqu'à la saison 2021/2022 et avant le match depuis la saison 2022/2023.[réf. nécessaire]

## Le texte
Le texte du chant des Allobroges est composé de six couplets et d'un refrain. La version écrite par J. Dessaix (3 couplets et refrain) est la suivante (version publiées selon un placard, 7 juin 1856, à Chambéry) :
Il existe cependant des couplets posthumes et des adaptations.

## Anecdotes
Les prémices du chant des Allobroges, qui fait des montagnes de Savoie le refuge de la liberté et un tremplin vers un monde plus beau, semblent être plus anciennes. Le 15 mars 1793, le poète d'origine savoyarde, Jean-François Ducis, dans une lettre adressée à Hérault de Séchelles, membre du Comité de salut public, écrivit : « Quel piédestal pour la liberté, que ce mont Blanc ! [...] Je l'avoue, je donnerais vingt mondes en plaine pour douze lieues en rochers et en montagnes. »